# 1995 GV
1995 GV är en asteroid i huvudbältet som upptäcktes den 7 april 1995 av den japanska astronomen Takao Kobayashi vid Ōizumi-observatoriet.